# Gara Filaret
Gara Filaret a fost prima gară din București, deschisă la 19/31 octombrie 1869, cu ocazia inaugurării primei linii de cale ferată din Principatele Unite ale Moldovei și Țării Românești, calea ferată București–Giurgiu. 
Numele gării provine de la cel al dealului Filaret.
Construcția, realizată precum un careu, este formată dintr-un parter și un etaj, marginile clădirii închizându-se spre șine pentru a forma o hală în care intrau cele 3 linii de cale ferată. 
Hala peronului este marcată printr-un fronton triunghiular peste linia acoperișului corpului principal. Acoperișul halei este ridicat pe o structură metalică, așezată pe zidurile paralele ale construcției, decorate cu arce. Accesul la peronul acoperit, sprijinit pe console metalice, se făcea prin fațada principală, prin intrări amplasate în capătul celor două pervazuri ale clădirii.
După ce la 13/25 decembrie 1872 Gara București Nord a fost legată la rețeaua feroviară, gara Filaret și-a pierdut din însemnătate. În 1960 gara a fost dezafectată și a fost transformată în autobază, deși inițial s-a propus amenajarea unui muzeu.
În prezent în clădirea gării funcționează autogara Filaret.
Clădirea este declarată monument istoric, cu cod LMI B-II-m-A-18800.